# The Daily Beast
The Daily Beast es una publicación estadounidense de noticias especializada en política y entretenimiento. En una entrevista de 2015, el exeditor en jefe John Avlon describió el enfoque editorial de la publicación: «Buscamos primicias, escándalos e historias sobre mundos secretos; nos encanta enfrentarnos a matones, intolerantes e hipócritas». En 2018, Avlon describió sus puntos fuertes como «la política, la cultura pop y el poder».

## Historia

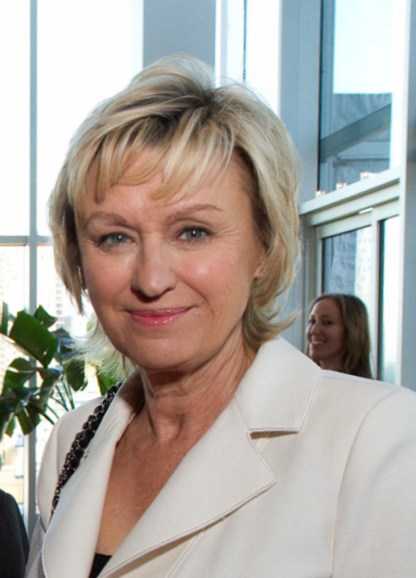
La autora y periodista británica Tina Brown fundó The Daily Beast.

The Daily Beast comenzó su circulación el 6 de octubre de 2008. Su fundadora fue Tina Brown, exeditora de Vanity Fair y The New Yorker, así como de la efímera revista Talk. Brown renunció a su cargo de editora en septiembre de 2013. John Avlon, periodista, comentarista político y colaborador de la CNN, ofició como editor en jefe y director general del sitio de 2013 a 2018. El nombre del sitio fue tomado de un periódico ficticio de la novela Scoop de Evelyn Waugh.
En 2010, The Daily Beast se fusionó con la revista Newsweek creando la compañía The Newsweek Daily Beast. La fusión terminó en 2013, cuando el propietario de The Daily Beast IAC vendió Newsweek a IBT Media, propietaria del International Business Times. En septiembre de 2014, The Daily Beast alcanzó un nuevo récord de veintiún millones de visitantes únicos, lo que supone un aumento del 60 % anual de lectores, acompañado de un aumento del 300 % en el tamaño general de su comunidad de redes sociales.
En marzo de 2017, el exjefe de estrategia y productos Mike Dyer se vinculó profesionalmente a Intel. En mayo del mismo año, Heather Dietrick fue nombrada presidenta y editora. En mayo de 2018, Avlon abandonó el proyecto para convertirse en Analista Político Senior a tiempo completo y presentador en CNN. Avlon fue sucedido por el editor ejecutivo Noah Shachtman.

## Colaboradores
Entre sus colaboradores se incluyen notables escritores y activistas políticos como:
- Ayaan Hirsi Ali
- Samantha Leigh Allen
- Martin Amis
- John Avlon
- Erin Banco
- Mike Barnicle
- Peter Beinart
- Jamelle Bouie
- Jimmy Breslin
- Tina Brown
- Christopher Buckley
- Gordon Chang
- Ron Christie
- Eleanor Clift
- Ana Marie Cox
- Christopher Dickey
- Diane Dimond
- Kim Dozier
- Joshua Dubois
- Mark Ebner
- Jon Favreau
- David Frum
- Leslie H. Gelb
- Daniel Genis
- Michelle Goldberg
- Daniel S. Goldman
- Daniel Gross
- Lloyd Grove
- Shane Harris
- Jackie Kucinich
- Eli Lake
- Bernard Henri Levy
- Matt K. Lewis
- Ira Madison III
- Meghan McCain
- Mark McKinnon
- Michael Moynihan
- Maajid Nawaz
- Olivia Nuzzi
- Dean Obeidallah
- P. J. O'Rourke
- Kirsten Powers
- Joy-Ann Reid
- Josh Rogin
- Noah Shachtman
- Mimi Sheraton
- Harry Siegel
- Will Sommer
- Stuart Stevens
- Goldie Taylor
- Michael Tomasky
- Touré
- Michael Weiss
- Rick Wilson